# Асоматос (окръг Кирения)
Асо̀матос (на гръцки: Ασώματος; на турски: Özhan) е село в Кипър, окръг Кирения. Според статистическата служба на Северен Кипър през 2011 г. селото има 73 жители.
Де факто е под контрола на непризнатата Севернокипърска турска република.